# Bray-Saint-Christophe
Bray-Saint-Christophe é uma comuna francesa na região administrativa de Altos da França, no departamento de Aisne. Estende-se por uma área de 2,88 km². Em 2010 a comuna tinha 66 habitantes (densidade: 22,9 hab./km²).